# Parc d'État de Meeman-Shelby Forest
Le Parc d'État de Meeman-Shelby Forest (en anglais : Meeman-Shelby Forest State Park) est une réserve naturelle située dans l'État du Tennessee, aux États-Unis. Sa superficie est de 54 km2. Il se trouve sur la rive gauche du Mississippi. La faune est diverse : plus de 200 espèces d'oiseaux, des castors, des dindons sauvages et des biches.